# サッカー スーパーレッスン〜バルサのテクニックをキミたちに!〜
サッカー スーパーレッスン〜バルサのテクニックをキミたちに!〜は、スペインのカタルーニャテレビ局とFCバルセロナサッカークラブが共同制作し放送されたサッカーのレッスン番組である。

## 概要
- FCバルセロナ所属選手が、現地の子供らにサッカーの技術指導を行う20分×6回のシリーズ。
- レッスンの模様を紹介するだけにとどめず、その日の講師を務めた選手のプロフィルやインタビューを送る。
- ハイビジョンサイズでの撮影であるが、地上デジタル放送では4:3画角となってしまうことから両サイドは放送休止時と同じ灰色バックになってしまっている。（超額縁サイズ）また衛星第1（デジタルは4:3を拡大している）・総合テレビともアナログチャンネルはレターボックスサイズとなる。

## レッスンの内容
1. 「パスをつなげ!!」（講師・デコ・ソウザ、シルビーニョ）
2. 「ボールを操る」（シャビ・エルナンデス、アンドレス・イニエスタ）
3. 「ディフェンスの極意」（オレゲール・プレサス、カルレス・プジョル）
4. 「チームの守護神」（ビクトル・バルデス、アルベルト・ジョルケラ）
5. 「魔法のテクニック」（ロナウジーニョ）
6. 「華麗な華麗なシュート」（サミュエル・エトオ）

## 放送
日本では日本放送協会（NHK）が同番組の版権を獲得し、2007年12月にBS1・総合テレビにて放送された。